# Kim Kwang-Sun
Kim Kwang-Sun, född den 8 juni 1964 i Jeollabuk-do, Sydkorea, är en sydkoreansk boxare som tog OS-guld i flugviktsboxning 1988 i Seoul. Kim besegrade östtyske Andreas Tews i finalen.